# Черен лъвски тамарин
Черен лъвски тамарин (Leontopithecus chrysopygus) е вид бозайник от семейство Остроноктести маймуни (Callitrichidae). Видът е застрашен от изчезване.

## Разпространение
Разпространен е в Бразилия (Сао Пауло).